# Microlamia elongata
Microlamia elongata är en skalbaggsart som beskrevs av Stefan von Breuning 1940. Microlamia elongata ingår i släktet Microlamia och familjen långhorningar. Inga underarter finns listade i Catalogue of Life.